# 林和平 (1964年)
林和平（1964年5月—），中华人民共和国教育工作者、政治人物，籍贯福建省泉州市。曾任福建省教育厅厅长等职。

## 生平
1984年7月，林和平毕业于杭州商学院商业计划统计专业。同年8月，开始在福建林学院任教。1988年12月加入中国共产党。1992年7月，获得福建林学院林业经济与管理专业硕士学位。1994年5月，担任福建林学院经管系党总支副书记。1999年1月，改任党委组织部副部长。
2000年10月，担任福建农林大学副处级干部。2001年5月，担任福建农林大学人文社会科学学院党总支书记、党委组织部部长。2002年9月，挂职清流县委副书记，任期两年。2004年7月，担任福建农林大学党委组织部部长，此后于2006年7月当选党委常委， 2008年9月改任党委副书记。2009年7月，不再担任福建农林大学党委组织部部长。同年，获得福建农林大学管理学博士学位。
2012年9月，调任福建师范大学党委副书记。2013年10月，调任龙岩学院党委书记。2016年6月，调任福建师范大学党委书记。2018年3月，晋升福建省教育厅厅长。任职期间参与福建省高考综合改革。2023年1月15日，退居二线，出任福建省第十四届人民代表大会教育科学文化卫生委员会副主任委员。